# Пјанимарини (Кјети)
Пјанимарини (итал. Pianimarini) је насеље у Италији у округу Кјети, региону Абруцо.
Према процени из 2011. у насељу је живело 12 становника. Насеље се налази на надморској висини од 318 м.